# Павле Минчић
Павле Минчић (Београд, 16. јун 1931 — Београд, 25. јануар 2015) био је српски глумац и режисер.

## Биографија
Павле Минчић је рођен је 16. јуна 1931. године у Београду. где је завршио основну школу и гимназију као и Академију за позориште, филм, радио и телевизију у класи професора Раше Плаовића. Пензионисан је након 40 година рада у Народном позоришту у Београду.
Наступао је на разним позоришним сценама у Београду, широм Југославије и у иностранству: Русија, Бугарска, Француска, Немачка, Аустрија, Швајцарска, Холандија и др. На сцени се бавио глумом, адаптирањем текстова, режијом и писањем музике. Често је свирао пијано. Паралелно је играо на многим југословенским телевизијама (драмама, серијама и самосталним шоу програмима), филму и радију.
Преминуо је 25. јануара 2015. године у Београду, у 84. години.

## Награде
- Плакета Југословенске кинотеке za doprinos filmskoj umetnosti;
- Златни Беочуг за животно дело - за трајни допринос култури Београда на основу одлуке жирија Културно-просветне заједнице Београда;
- Награда Радоје Домановић - драмском уметнику за мултимедијални допринос сатири, који додељује Фонд „Радоје Домановић“, Београд;
- Плакета „Бранислав Нушић" - глумцу комичару за животно дело, Смедерево;
- Награда публике - за представу „Спонзор ноћас мора пасти“, Позориште једног глумца, Никшић;
- Златна повеља - за монодраму „Спонзор ноћас мора пасти“, Фестивал малих и позоришних форми, Земун;
- Златни ћуран - за режију за представу „Марксе, Марксе колико је сати“ у извођењу ансамбла Народног позоришта у Београду, награду је доделио стручни жири фестивала „Дани комедије '83" у Јагодини;
- Награда Народног позоришта у Београду - за сезону 1983. за режију представе „Марксе, Марксе колико је сати";
- Златни ловор - за улогу у представи „Оловка пише, пише срцем“ у извођењу Театра у подруму Атељеа 212, за комплексно тумачење и оживљавање једног особеног света, Фестивал малих сцена Југославије, Сарајево;
- 13. Стеријино позорје, Нови Сад;
  - Награда стручног жирија за адаптацију - дела Вање Рупник и Будимира Нешића „Оловка пише, пише срцем";
  - Награда стручног жирија за глумачко остварење - за улогу у представи „Оловка пише, пише срцем";
  - Награда округлог стола критике за најбољу представу;
  - Награда публике за најбољу улогу;
  - Награда жирија „Вечерњег листа“ из Загреба;
- Награда Народног позоришта за сезону 1970/71 - за улогу Панургија у „Раблеу";
- Златни ловор - за комплетно позоришно обликовање стихова Огдена Неша „Пишем, пишем штихове“ у преводу Драгослава Андрића, а у извођењу Атељеа 212 из Београда, Фестивал малих сцена, Сарајево;
- Златни ловор - за остварење улоге Мажис Емил у представи „Јаје“ од Фелисјан Марсо, представа Атељеа 212, Фестивал малих сцена Југославије, Сарајево.